# Poenopsis abstrusa
Poenopsis abstrusa är en fjärilsart som beskrevs av Dyar 1922. Poenopsis abstrusa ingår i släktet Poenopsis och familjen nattflyn. Inga underarter finns listade i Catalogue of Life.